# Yantalo (distrito)
Yantalo é um distrito do Peru, departamento de San Martín, localizada na província de Moyobamba.

## Transporte
O distrito de Yantalo é servido pela seguinte rodovia:
- SM-113, que liga o distrito de Moyobamba à cidade de Nueva Cajamarca[1][2][3]